# 최이윤
최이윤은 대한민국의 텔레비전 드라마 작가이다. 

## 드라마
- 2023년 네이버 TV 웹 드라마 《트랙터는 사랑을 싣고》 ... 집필
- 2023년 tvN 주말 미니시리즈 《마에스트라》 ... 집필